# Zeller Mihály
Zeller Mihály (Nagypeleske, 1859. augusztus 13. – Rákosliget, 1921. augusztus 14.) magyar festő, vendéglős.

## Pályafutása
Zeller Mihály és Krszligán Erzsébet fiaként született Nagypeleskén. A budapesti Mintarajziskolában tanult, majd külföldre ment és Münchenben, később Berlinben képezte magát tovább. Ezután Párizsba ment tanulmányútra. 1902. november 9-én Budapesten házasságot kötött a nála 14 évvel fiatalabb, székesfehérvári születésű Miller Júliával, Miller József és Feichtmann Sarolta lányával. 1903-ban a nagybányai szabadiskola növendéke volt. 1906-ban Tisza partján című képéért Párizsban oklevelet kapott. 1908-ban Szatmárnémetin műveiből csoportos kiállítást rendezett. Jelentősebb művei: Sír a kislány a Balaton partján, Kertek alján, Ave Maria, stb. Neje, Müller Julianna elhunyt 1918. május 3-án gyomorrákban, Zeller Mihály három évvel élte túl, 1921. augusztus 14-én agyvérzésben halt meg.